# Guillaume Larrieu
Pour les articles homonymes, voir Larrieu.
Guillaume Lucien Émile Larrieu (Brest, 5 juillet 1809 - Paris, 8 juin 1884), est un officier de marine français. 

## Biographie
Il entre au Collège royal d'Angoulême en novembre 1824 et en sort major en septembre 1826. Aspirant de 1re classe, il embarque sur la Bayonnaise et fait ainsi un tour du monde au cours duquel, il passe à Vanikoro et aux îles Santa Cruz dans le but de retrouver des restes du naufrage de La Pérouse. 
Enseigne de vaisseau (mars 1829), il sert sur le Dragon puis l'Armide en Méditerranée et est promu lieutenant de vaisseau en septembre 1832. Il sert sur la Ville-de-Marseille (1833-1835) puis, de 1833 à 1835, sur le Suffren en escadre de Méditerranée et commande l'aviso Flèche dans les mêmes eaux (1838-1839) avant d'être nommé en septembre 1840, capitaine de corvette. 
Commandant de la corvette Coquette de 1842 à 1847 à la station du Brésil, capitaine de vaisseau (février 1847), il commande les vaisseaux Iéna (1849-1851) puis Hercule (1853-1854) et participe aux opérations en Baltique dans l'escadre de l'amiral Parseval-Deschênes. 
En 1855-1856, il commande le Wagram et devient contre-amiral en août 1858. Commandant de la division navale des côtes occidentales d'Amérique et d'Océanie (1859), vice-amiral (janvier 1864), il est préfet maritime de Rochefort de mars 1864 à juin 1869. Il prend sa retraite en juillet 1874.

## Récompenses et distinctions
- Chevalier, Officier (7 septembre 1850), Commandeur puis Grand Officier de la Légion d'honneur (3 aout 1867).